# Chiesa cattolica in Norvegia

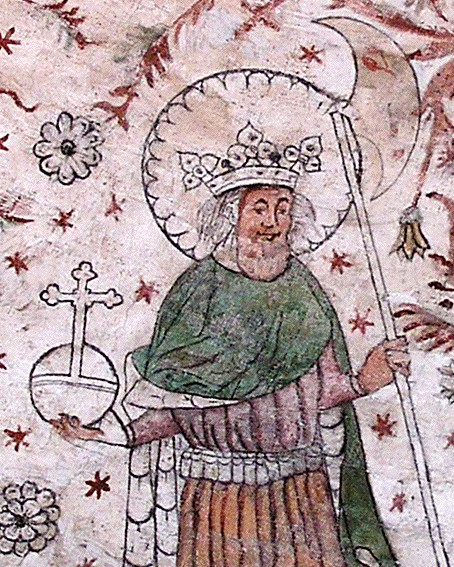
Sant'Olaf, patrono della Norvegia.

La Chiesa cattolica in Norvegia è parte della Chiesa cattolica in comunione con il vescovo di Roma, il papa. Conta oltre 100 000 aderenti e costituisce la più grande comunità di fedeli dopo la Chiesa luterana di Norvegia. Ma anche se ci sono solo 100 000 cattolici registrati, il dato reale è probabilmente oltre 230 000. L'Annuario pontificio per il 2011 espone un numero di 229 652 cattolici: i cattolici costituiscono quindi il 5% della popolazione norvegese. Con questa percentuale, la Norvegia è il paese con più cattolici dell'Europa del Nord.

## Storia
Il cristianesimo fece il suo ingresso in Norvegia grazie al concorso dei regnanti e dei missionari. Fu con Haakon I († 961) che i primi missionari inglesi poterono operare sul suolo norvegese. La politica di cristianizzazione del territorio fu continuata da re Olaf I di Norvegia e soprattutto da re Olaf II di Norvegia († 1030), venerato come santo e martire dalla Chiesa cattolica, che si appoggiò soprattutto sui missionari provenienti dalla Germania.
A partire dalla seconda metà dell'XI secolo viene istituita la gerarchia ecclesiastica. Già nel 1030 era stata eretta la diocesi di Nidaros (oggi Trondheim), seguita verso la metà del secolo dalla diocesi di Selje, la cui sede fu in seguito trasferita a Bergen. Furono poi erette le diocesi di Oslo (ca. 1070), di Stavanger (ca. 1125) e di Hamar (1152). Nel 1153 Nidaros fu elevata al rango di sede metropolitana, da cui dipendevano, oltre alle sedi norvegesi, anche quelle delle isole (scozzesi) e quelle islandesi.
Nel XVI secolo la Chiesa norvegese fu coinvolta dalla Riforma protestante, che alla fine, in forza del principio cuius regio, eius religio, si impose nel Paese per imposizione dall'alto. Infatti il re danese Cristiano III, sotto la cui autorità dipendeva la Norvegia, impose nel Paese, come in tutti i suoi domini, la religione luterana come nuova religione di Stato. Nonostante l'opposizione dei vescovi, le diocesi furono secolarizzate , i beni ecclesiastici incamerati dalla corona, le terre dei monasteri suddivise fra i nobili danesi. I vescovi di Stavanger e di Hamar finirono i loro giorni nelle carceri danesi.
Il cattolicesimo fu messo fuori legge fino a metà dell'Ottocento, quando fu riconosciuta la libertà di culto. Nel 1843 fu riaperta la prima chiesa cattolica in Norvegia, a Oslo, dal 1537. Successivamente, la Norvegia artica passò sotto la giurisdizione dei prefetti apostolici del Polo Nord, mentre il resto del Paese dipendeva dal vicariato apostolico di Svezia. Il 7 agosto 1868 la Santa Sede eresse la missione sui iuris di Norvegia, con sede a Oslo, elevata al rango di vicariato apostolico nel 1892 e diventata diocesi il 29 giugno 1953. Nel 1931 erano state erette altre due missioni sui iuris, oggi corrispondenti alle prelature territoriali di Tromsø e di Trondheim.
Momento storico importante per la comunità cattolica norvegese è stata la visita pastorale di papa Giovanni Paolo II agli inizi di giugno del 1989.

## Organizzazione ecclesiastica
La Chiesa cattolica norvegese è presente sul territorio con le seguenti diocesi:
- Diocesi di Oslo
- Prelatura territoriale di Tromsø
- Prelatura territoriale di Trondheim

Tutte le tre circoscrizioni sono immediatamente soggette alla Santa Sede e complessivamente divise in trentacinque parrocchie.
Per i fedeli della Chiesa greco-cattolica ucraina è presente a Oslo una cappellania, che fa parte dell'esarcato apostolico di Germania e Scandinavia.
L'episcopato norvegese è membro della Conferenza episcopale della Scandinavia.

## Nunziatura apostolica
La delegazione apostolica in Scandinavia fu eretta il 1º marzo 1960 con il breve Apostolici muneris di papa Giovanni XXIII. Essa aveva giurisdizione sui seguenti Paesi del Nordeuropa: Norvegia, Svezia, Danimarca, Finlandia ed Islanda. Sede della delegazione era la città di Copenaghen.
La nunziatura apostolica di Norvegia è stata istituita il 1º agosto 1982 con il breve Magnοpere curae di papa Giovanni Paolo II. Il nunzio apostolico, che ricopre lo stesso incarico anche per gli altri Paesi già compresi nella delegazione apostolica in Scandinavia, risiede a Djursholm, in Svezia.

### Nunzi apostolici
- Luigi Bellotti † (2 ottobre 1982 - ottobre 1985 dimesso)
- Henri Lemaître † (31 ottobre 1985 - 28 marzo 1992 nominato nunzio apostolico nei Paesi Bassi)
- Giovanni Ceirano † (20 agosto 1992 - 27 febbraio 1999 dimesso)
- Piero Biggio † (27 febbraio 1999 - 16 ottobre 2004 dimesso)
- Giovanni Tonucci (16 ottobre 2004 - 18 ottobre 2007 nominato arcivescovo prelato di Loreto)
- Emil Paul Tscherrig (26 gennaio 2008 - 5 gennaio 2012 nominato nunzio apostolico in Argentina)
- Henryk Józef Nowacki (6 ottobre 2012 - 20 febbraio 2017 dimesso)
- James Patrick Green (18 ottobre 2017 - 30 aprile 2022 dimesso)
- Julio Murat, dal 16 marzo 2023